# Список медиков — Героев Социалистического Труда

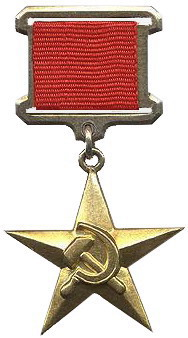
Медаль «Серп и Молот» — вручалась Героям Социалистического Труда

В настоящем списке представлены в алфавитном порядке медицинские работники, удостоенные звания Героя Социалистического Труда.
Список содержит информацию о датах жизни, роде деятельности медицинских работников и дате присвоения высшей степени отличия.
В списке представлены все медицинские работники, награждённые в период с 1943 по 1991 год.

## Дважды Герои Социалистического Труда
| № | Фамилия, имя и отчество | Даты жизни              | Деятельность                                                                        | Дата награждения      |
| - | ----------------------- | ----------------------- | ----------------------------------------------------------------------------------- | --------------------- |
| 1 | Горин Василий Яковлевич | 09.01.1922 — 04.04.2014 | Председатель колхоза имени Фрунзе Белгородского района Белгородской области         | 08.04.1971 02.04.1985 |
| 2 | Петров Фёдор Николаевич | 22.07.1876 — 28.05.1973 | Член Научно-редакционного совета издательства «Советская энциклопедия», гор. Москва | 21.07.1961 21.07.1971 |

## Герои Социалистического Труда
| №   | Фамилия, имя и отчество                | Даты жизни                 | Деятельность | Дата награждения |
| --- | -------------------------------------- | -------------------------- | --- | ---------------- |
| 1   | Абрамян Арам Яковлевич                 | 31.12.1898 — 13.01.1990    | Консультант Четвёртого Главного управления при Министерстве здравоохранения СССР, доктор медицинских наук, гор. Москва | 17.02.1969       |
| 2   | Абрикосов Алексей Иванович             | 18.01.1875 — 09.04.1955    | Директор Института нормальной и патологической морфологии Академии медицинских наук СССР, академик АН СССР и АМН СССР, гор. Москва | 17.01.1945       |
| 3   | Аверина Мария Николаевна               | 12.11.1922 — 05.07.2004    | Врач детской больницы № 3, гор. Тюмень | 04.02.1969       |
| 4   | Аветисян Елена Карапетовна             | род. 1922                  | Заведующая отделением 2-го медицинского объединения, гор. Ленинакан Армянской ССР | 23.10.1978       |
| 5   | Александров Николай Николаевич         | 11.06.1917 — 07.10.1981    | Директор Научно-исследовательского института онкологии и медицинской радиологии Министерства здравоохранения Белорусской ССР, заведующий кафедрой Белорусского института усовершенствования врачей, член-корреспондент Академии медицинских наук СССР, гор. Минск | 10.06.1977       |
| 6   | Алексеев Николай Александрович         | 16.11.1873 — 15.05.1972    | Российский революционный деятель, врач | 16.11.1963       |
| 7   | Алексеева Татьяна Фёдоровна            | 24.06.1915 — 15.01.1986    | Врач центральной районной больницы Кимрского района Калининской области | 04.02.1969       |
| 8   | Алескерова Шамама Мамедовна            | 08.03.1904 — 02.04.1977    | Главный врач родильного дома № 5 имени Н. К. Крупской, гор. Баку Азербайджанской ССР | 04.02.1969       |
| 9   | Алибеков Исхак Алибекович              | 28.09.1908 — 10.05.1991    | Главный врач сельской участковой больницы Джамбулского района Алма-Атинской области | 04.02.1969       |
| 10  | Алиева Боюкханым Абдулла кызы          | 1923 — 2001                | Главный врач Арчиванской участковой больницы Астаринского района Азербайджанской ССР | 23.10.1978       |
| 11  | Амосов Николай Михайлович              | 06.12.1913 — 12.12.2002    | Заместитель директора по научной работе Киевского научно-исследовательского института туберкулёза и грудной хирургии, академик Академии наук Украинской ССР, член-корреспондент Академии медицинских наук СССР                                                    | 04.12.1973       |
| 12  | Андриенко Григорий Анисимович          | 27.03.1916 — 2002          | Главный врач больницы № 2 гор. Днепродзержинск Днепропетровской области | 04.02.1969       |
| 13  | Аничков Сергей Викторович              | 20.09.1892 — 10.07.1981    | Заведующий отделом фармакологии Института экспериментальной медицины Академии медицинских наук СССР, академик АМН СССР, гор. Ленинград | 03.10.1967       |
| 14  | Антипина Фива Андреевна                | 31.07.1923 — 30.12.2000    | Главный врач областной санитарно-эпидемиологической станции, гор. Архангельск | 04.02.1969       |
| 15  | Антонов Алексей Гаврилович             | 01.04.1922 — 31.05.1990    | Главный врач Высочанской участковой больницы Лиозненского района Витебской области | 23.10.1978       |
| 16  | Арапов Дмитрий Алексеевич              | 21.11.1897 — 14.07.1984    | Военный хирург, член-корреспондент Академии медицинских наук СССР, генерал-лейтенант медицинской службы, гор. Москва | 05.12.1977       |
| 17  | Арутюнов Александр Иванович            | 03.01.1904 — 05.06.1975    | Директор Института нейрохирургии АМН СССР имени Н. Н. Бурденко академик Академии медицинских наук СССР, гор. Москва | 02.01.1974       |
| 18  | Ахмедова Хадыча Вахобовна              | 1918 — ????                | Акушерка районной больницы Папского района Наманганской области | 04.02.1969       |
| 19  | Ахунов Камал Баратович                 | 1912—1982                  | Врач больницы города Ура-Тюбе, Таджикская ССР | 04.02.1969       |
| 20  | Ащева Наталья Петровна                 | 05.09.1924 — 18.11.2011    | Заместитель главного врача районной больницы Кавказского района Краснодарского края | 04.02.1969       |
| 21  | Бакулев Александр Николаевич           | 07.12.1890 — 31.03.1967    | Академик Академии наук СССР, академик и президент Академии медицинских наук СССР, гор. Москва | 08.12.1960       |
| 22  | Балод Екатерина Мартыновна             | 1898 — 29.12.1979          | Медицинская сестра центральной больницы Латвийского бассейна, гор. Рига | 04.02.1969       |
| 23  | Баяндин Пётр Андреевич                 | 12.07.1907 — 14.03.1993    | Заведующий отделением грудной хирургии Мурманской областной больницы | 27.04.1966       |
| 24  | Бах Алексей Николаевич                 | 17.03.1857 — 13.05.1946    | Директор Института биохимии Академии наук СССР, академик-секретарь отделения химических наук АН СССР, академик АН СССР, гор. Москва | 10.06.1945       |
| 25  | Белякова Нина Семёновна                | 1916 или 27.12.1917 — 2002 | Врач городской больницы № 2, гор. Астрахань | 20.07.1971       |
| 26  | Бериташвили (Беритов) Иван Соломонович | 10.01.1885 — 29.12.1974    | Физиолог, академик Академии наук СССР, Академии медицинских наук СССР, Академии наук Грузинской ССР, гор. Тбилиси | 28.12.1964       |
| 27  | Бирич Татьяна Васильевна               | 10.01.1905 — 26.02.1993    | Заведующая кафедрой глазных болезней Минского медицинского института, член-корреспондент Академии наук Белорусской ССР | 27.12.1974       |
| 28  | Бисярина Валентина Павловна            | 24.07.1912 — 19.08.1997    | Заведующая кафедрой госпитальной педиатрии Омского медицинского института, академик Академии медицинских наук СССР | 23.07.1982       |
| 29  | Блохин Николай Николаевич              | 03.05.1912 — 16.05.1993    | Директор Института экспериментальной и клинической онкологии Академии медицинских наук СССР, академик АМН СССР, гор. Москва | 03.05.1972       |
| 30  | Боголепов Николай Кириллович           | 25.09.1900 — 15.10.1981    | Консультант 4-го Главного управления Министерства здравоохранения СССР, академик Академии медицинских наук СССР, гор. Москва | 24.09.1970       |
| 31  | Богомолец Александр Александрович      | 24.05.1881 — 19.07.1946    | Президент Академии наук Украинской ССР, академик и вице-президент Академии наук СССР, академик Академии медицинских наук СССР, гор. Киев | 04.01.1944       |
| 32  | Борисенко Семён Иванович               | 05.02.1900 — 1992          | Врач-хирург, ассистент кафедры госпитальной хирургии Владивостокского медицинского института, Приморский край | 09.03.1966       |
| 33  | Борозняк Василий Ильич                 | 24.08.1919 — 16.08.2014    | Главный врач Цветненской участковой больницы Александровского района Кировоградской области | 23.10.1978       |
| 34  | Боронина Раиса Степановна              | 12.10.1922 — 05.02.2013    | Заведующая отделением Балкашинской районной больницы, Целиноградская область | 20.07.1971       |
| 35  | Борцова Лидия Петровна                 | 05.04.1920 — 1993          | Главный врач центральной городской больницы, гор. Топки Кемеровской области | 04.02.1969       |
| 36  | Браунштейн Александр Евсеевич          | 26.05.1902 — 01.07.1986    | Руководитель лаборатории химических основ биологического катализа Института молекулярной биологии Академии наук СССР, академик АН СССР и Академии медицинских наук СССР                                                                                           | 06.06.1972       |
| 37  | Буванова Александра Александровна      | 27.05.1924 — 27.05.2017    | Главный врач родильного дома № 1, гор. Чимкент | 04.02.1969       |
| 38  | Бураковский Владимир Иванович          | 20.08.1922 — 22.09.1994    | Директор Института сердечно-сосудистой хирургии имени А. Н. Бакулева Академии медицинских наук СССР, академик АМН СССР, гор. Москва | 19.08.1982       |
| 39  | Бурденко Николай Нилович               | 03.06.1876 — 11.11.1946    | Главный хирург Красной Армии, академик Академии наук СССР, генерал-лейтенант медицинской службы, гор. Москва | 08.05.1943       |
| 40  | Бурназян Аветик Игнатьевич             | 20.04.1906 — 25.10.1981    | Начальник Третьего Главного управления Министерства здравоохранения СССР, генерал-лейтенант медицинской службы, гор. Москва | 14.04.1976       |
| 41  | Быков Николай Николаевич               | 22.12.1923 — 27.06.1978    | Заведующий отделением областной больницы № 2, гор. Саратов | 04.02.1969       |
| 42  | Варес Алексей Михайлович               | 09.01.1907 — 16.11.1990    | Главный педиатр Министерства здравоохранения Эстонской ССР, гор. Таллин | 04.02.1969       |
| 43  | Василенко Владимир Харитонович         | 07.06.1897 — 19.12.1987    | Заведующий кафедрой пропедевтики внутренних болезней Первого Московского медицинского института имени И. М. Сеченова, академик Академии медицинских наук СССР | 24.05.1967       |
| 44  | Венцова Зинаида Ильинична              | 28.03.1918 — 29.04.2007    | Заведующая отделением краевой клинической больницы, гор. Хабаровск | 04.02.1969       |
| 45  | Виноградов Владимир Никитич            | 24.03.1882 — 29.07.1964    | Заведующий кафедрой факультетской терапии 1-го Московского медицинского института, академик Академии медицинских наук СССР | 05.08.1957       |
| 46  | Вишневский Александр Александрович     | 24.05.1906 — 19.11.1975    | Главный хирург Министерства обороны СССР, академик Академии медицинских наук СССР, генерал-полковник медицинской службы, гор. Москва | 23.05.1966       |
| 47  | Волков Вениамин Васильевич             | 20.01.1921 — 21.02.2019    | Начальник кафедры офтальмологии Военно-медицинской академии имени С. М. Кирова, главный офтальмолог Министерства обороны СССР, генерал-майор медицинской службы, гор. Ленинград                                                                                   | 16.02.1982       |
| 48  | Воронцова Маргарита Алексеевна         | 23.06.1923 — 20.01.2015    | Врач детской больницы № 2, гор. Симферополь Крымской области | 04.02.1969       |
| 49  | Воячек Владимир Игнатьевич             | 20.12.1876 — 19.10.1971    | Профессор-консультант учёного совета Военно-медицинской академии имени С. М. Кирова, академик Академии медицинских наук СССР, генерал-лейтенант медицинской службы, гор. Ленинград                                                                                | 26.12.1961       |
| 50  | Врабие Ольга Калиновна                 | род. 1936                  | Главный врач Распопенской участковой больницы Резинского района Молдавской ССР | 23.10.1978       |
| 51  | Гербачевский Александр Фёдорович       | 12.08.1884 — 03.10.1979    | Главный врач областной больницы, гор. Житомир | 04.02.1969       |
| 52  | Гетало Людмила Васильевна              | 29.09.1918 — 11.12.2007    | Главный эпидемиолог Липецкой области | 23.10.1978       |
| 53  | Гилаев Магзом                          | 1931 — ????                | Главный врач противотуберкулёзного диспансера Денгизского района Гурьевской области | 23.10.1978       |
| 54  | Голубев Дмитрий Павлович               | 12.10.1906 — 05.06.1991    | Заведующий отделением медико-санитарной части нефтеперерабатывающего завода, гор. Ярославль | 04.02.1969       |
| 55  | Горбацевич Прасковья Даниловна         | 10.03.1919 — 09.10.1999    | Главный врач участковой больницы Барановичского района Брестской области | 04.02.1969       |
| 56  | Гречаная Евдокия Афанасьевна           | род. 09.07.1925            | Врач-педиатр детской больницы № 6, гор. Запорожье | 23.10.1978       |
| 57  | Гришаева Лидия Максимовна              | 26.07.1915 — 28.07.1998    | Заведующая отделением центральной больницы имени Н. А. Семашко, гор. Куйбышев | 04.02.1969       |
| 58  | Громашевский Лев Васильевич            | 13.10.1887 — 01.05.1980    | Научный консультант Киевского научно-исследовательского института эпидемиологии, микробиологии и паразитологии Министерства здравоохранения Украинской ССР, академик Академии медицинских наук СССР                                                               | 01.11.1967       |
| 59  | Гром Григорий Иванович                 | 29.11.1920 — 10.05.2009    | Заведующий отделением республиканской детской больницы, гор. Рига Латвийской ССР | 23.10.1978       |
| 60  | Громов Виктор Георгиевич               | 14.03.1927 — 28.01.2010    | Главный врач участковой больницы Тарского района Омской области | 04.02.1969       |
| 61  | Гулякин Михаил Филиппович              | 22.07.1918 — 27.06.1999    | Главный онколог Главного военного клинического госпиталя имени Н. Н. Бурденко, полковник медицинской службы, гор. Москва | 21.02.1978       |
| 62  | Густилин Станислав Алексеевич          | 28.10.1927 — 21.06.2000    | Главный врач центральной районной больницы Богодуховского района Харьковской области | 04.02.1969       |
| 63  | Давыдовский Ипполит Васильевич         | 01.08.1887 — 11.06.1968    | Заведующий кафедрой патологической анатомии лечебного факультета 2-го Московского медицинского института, академик Академии медицинских наук СССР | 28.08.1957       |
| 64  | Даниленко Михаил Васильевич            | 10.08.1918 — 17.11.2002    | Ректор Львовского государственного медицинского института, профессор | 09.08.1978       |
| 65  | Дебов Сергей Сергеевич                 | 07.12.1919 — 13.06.1995    | Директор Научно-исследовательской лаборатории при Мавзолее Ленина, академик и вице-президент Академии медицинских наук СССР, гор. Москва | 06.12.1979       |
| 66  | Джанелидзе Иустин Ивлианович           | 01.08.1883 — 14.01.1950    | Начальник кафедры госпитальной хирургии Военно-морской медицинской академии, академик Академии медицинских наук СССР, генерал-лейтенант медицинской службы, гор. Ленинград                                                                                        | 06.03.1945       |
| 67  | Драганюк Кирилл Алексеевич             | 24.04.1931 — 03.06.2004    | Главный врач республиканского туберкулёзного санатория «Ворничены», Каларашский район Молдавской ССР | 04.02.1969       |
| 68  | Дубровина Мария Андреевна              | род. 17.08.1924            | Главный врач Грачёвского района Оренбургской области | 04.02.1969       |
| 69  | Дьячкова Лилия Ивановна                | 31.08.1936 — 21.02.2017    | Врач Ракитянской центральной районной больницы, Белгородская область | 23.10.1978       |
| 70  | Евдокимов Александр Иванович           | 08.12.1883 — 01.09.1979    | Заместитель директора по научной работе Центрального научно-исследовательского института стоматологии, член-корреспондент Академии медицинских наук СССР, гор. Москва                                                                                             | 18.12.1963       |
| 71  | Елаев Михаил Эммануилович              | 30.05.1916 — 24.10.1990    | Заведующий отделением областной больницы имени Н. Н. Бурденко, Пензенская область | 23.10.1978       |
| 72  | Еланский Николай Николаевич            | 02.05.1894 — 31.08.1964    | Хирург, доктор медицинских наук, профессор, заслуженный деятель науки РСФСР, генерал-лейтенант медицинской службы, гор. Москва | 30.04.1964       |
| 73  | Еркомайшвили Александра Ираклиевна     | 1916—1977                  | Колхозница колхоза имени Ленина Чохатаурского района Грузинской ССР | 29.08.1949       |
| 74  | Ерошевский Тихон Иванович              | 26.02.1902 — 22.07.1984    | Заведующий кафедрой глазных болезней Куйбышевского медицинского института, член-корреспондент Академии медицинских наук СССР | 05.07.1972       |
| 75  | Ерыкалова Юлия Николаевна              | 25.06.1919 — 24.06.2011    | Начальник отделения больницы станции Нижнеудинск Восточно-Сибирской железной дороги, Иркутская область | 04.02.1969       |
| 76  | Жаринова Мария Венедиктовна            | 1923 — 05.06.1995          | Главный врач Муравльской участковой больницы Кромского района Орловской области | 23.10.1978       |
| 77  | Желяева Мария Георгиевна               | 1918 — 25.09.2000          | Заведующая отделением 3-го больнично-поликлинического объединения, гор. Красноярск | 04.02.1969       |
| 78  | Збарский Борис Ильич                   | 15.07.1885 — 07.10.1954    | Директор научно-исследовательской лаборатории при Мавзолее В. И. Ленина, академик Академии медицинских наук СССР, гор. Москва | 26.07.1945       |
| 79  | Здродовский Павел Феликсович           | 16.05.1890 — 24.07.1976    | Заведующий отделом экспериментальной патологии и иммунологии Института эпидемиологии и микробиологии имени Н. Ф. Гамалеи, академик Академии медицинских наук СССР, гор. Москва                                                                                    | 15.05.1970       |
| 80  | Ибрагимова Розия Ибрагимовна           | род. 1932                  | Врач городской клинической больницы № 2, гор. Душанбе | 23.10.1978       |
| 81  | Иванюков Михаил Васильевич             | 28.09.1895 — 17.07.1980    | Главный врач больницы № 1 Четвёртого Главного управления при Министерстве здравоохранения РСФСР, гор. Москва | 26.09.1975       |
| 82  | Илизаров Гавриил Абрамович             | 15.06.1921 — 24.07.1992    | Директор Курганского научно-исследовательского института экспериментальной и клинической ортопедии и травматологии, профессор | 12.06.1981       |
| 83  | Ильин Леонид Андреевич                 | род. 15.03.1928            | Директор Государственного научного центра — Института биофизики, академик и вице-президент Академии медицинских наук СССР, гор. Москва | 14.03.1988       |
| 84  | Исмагулов Нариман Газизович            | 12.04.1925 — 11.01.2010    | Главный хирург областного отдела здравоохранения, гор. Кустанай | 04.02.1969       |
| 85  | Кадьян Иван Александрович              | 18.04.1914 — 04.06.1989    | Заведующий отделением больницы № 2, гор. Горловка Донецкой области | 04.02.1969       |
| 86  | Казакова Варвара Афанасьевна           | 18.12.1918 — 25.11.2012    | Главный врач больницы № 1, гор. Киров Кировской области | 04.02.1969       |
| 87  | Казиева Захра Керим кызы               | 1912—1989                  | Главный врач сельской участковой больницы Бардинского района Азербайджанской ССР | 04.02.1969       |
| 88  | Какабадзе-Гудушаури Маргарита Павловна | 1916—1989                  | Заведующая сельской врачебной амбулаторией Каспского района Грузинской ССР | 04.02.1969       |
| 89  | Калнберз Виктор Константинович         | 02.07.1928 — 19.06.2021    | Директор Латвийского научно-исследовательского института травматологии и ортопедии, академик Академии медицинских наук СССР | 01.07.1988       |
| 90  | Камеко Геннадий Киприанович            | 25.05.1923 — 11.09.2010    | Заместитель главного врача Днепропетровской областной санитарно-эпидемиологической станции | 23.10.1978       |
| 91  | Капустина Татьяна Михайловна           | 14.09.1925 — 01.03.2008    | Врач районной больницы Завьяловского района Алтайского края | 04.02.1969       |
| 92  | Каракой Тихон Кириллович               | 1923 — ????                | Заведующий фельдшерско-акушерским пунктом Тульчинского района Винницкой области | 04.02.1969       |
| 93  | Квашнина Галина Петровна               | 05.09.1919 — 10.10.2002    | Врач поликлиники № 67, гор. Москва | 04.02.1969       |
| 94  | Кетова Анастасия Степановна            | 14.12.1918 — 04.01.1999    | Заведующая фельдшерско-акушерским пунктом Монастырщинского района Смоленской области | 04.02.1969       |
| 95  | Кикодзе Семён Леонидович               | 1892 — 12.09.1977          | Главный врач городской дезинфекционной станции, гор. Тбилиси Грузинской ССР | 04.02.1969       |
|     | Ким Нам-Гук                            | 04.12.1916 — 05.09.1995    | Звеньевой колхоза имени Свердлова Верхне-Чирчикского района Ташкентской области | 22.05.1951       |
| 96  | Кирхенштейн Аугуст Мартынович          | 18.09.1872 — 03.11.1963    | Директор Института микробиологии Академии наук Латвийской ССР, вице-президент Академии наук Латвийской ССР, гор. Рига | 17.09.1957       |
| 97  | Кокорин Вячеслав Александрович         | 28.06.1925 — 17.01.1994    | Главный врач районной больницы Лухского района Ивановской области | 04.02.1969       |
| 98  | Колесников Иван Степанович             | 15.12.1901 — 18.05.1985    | Начальник кафедры термических поражений Военно-медицинской академии имени С. М. Кирова, академик Академии медицинских наук СССР, генерал-майор медицинской службы, гор. Ленинград                                                                                 | 19.11.1976       |
| 99  | Комаров Фёдор Иванович                 | 26.08.1920 — 25.01.2020    | Начальник Центрального военно-медицинского управления Министерства обороны СССР, генерал-полковник медицинской службы, академик Академии медицинских наук СССР, гор. Москва                                                                                       | 25.08.1980       |
| 100 | Контарева Марина Гургеновна            | 07.06.1938 — 05.08.2009    | Главный врач дома ребёнка № 12, гор. Москва | 07.06.1985       |
| 101 | Королёв Борис Алексеевич               | 07.12.1909 — 26.02.2010    | Хирург, академик Академии медицинских наук СССР, гор. Горький | 07.12.1984       |
| 102 | Краснов Михаил Леонидович              | 20.09.1898 — 1987          | Профессор-консультант Четвёртого Главного управления при Министерстве здравоохранения СССР, заведующий кафедрой глазных болезней Центрального института усовершенствования врачей, гор. Москва                                                                    | 15.09.1978       |
| 103 | Краснов Михаил Михайлович              | 31.05.1929 — 24.06.2006    | Директор Всесоюзного научно-исследовательского института глазных болезней Академии медицинских наук СССР, академик АМН СССР, гор. Москва | 30.05.1979       |
| 104 | Крепс Евгений Михайлович               | 01.05.1899 — 04.10.1985    | Директор Института эволюционной физиологии имени И. М. Сеченова, академик Академии наук СССР | 13.03.1969       |
| 105 | Кротков Фёдор Григорьевич              | 28.02.1896 — 20.11.1983    | Заведующий кафедрой радиационной гигиены при Центральном институте усовершенствования врачей, академик Академии медицинских наук СССР, генерал-майор медицинской службы, гор. Москва                                                                              | 31.03.1966       |
| 106 | Крылова Нина Георгиевна                | 12.10.1925 — 08.07.1995    | Рентгенолог Балхашской центральной районной больницы Алма-Атинской области | 23.10.1978       |
| 107 | Кудрявцев Владимир Николаевич          | 14.07.1920 — 01.05.1983    | Врач станции скорой и неотложной медицинской помощи, гор. Москва | 23.10.1978       |
| 108 | Кузин Михаил Ильич                     | 25.10.1916 — 12.05.2009    | Директор Института хирургии имени А. В. Вишневского, академик Академии медицинских наук СССР, гор. Москва | 24.10.1986       |
| 109 | Куприянов Пётр Андреевич               | 08.02.1893 — 13.03.1963    | Начальник кафедры хирургии Военно-медицинской академии имени С. М. Кирова, генерал-лейтенант медицинской службы, гор. Ленинград | 07.02.1963       |
| 110 | Курочкина Антонина Павловна            | 25.06.1921 — 16.041984     | Главный врач Бардымского района Пермской области | 04.02.1969       |
| 111 | Лаврова Вера Васильевна                | 05.10.1915 — 18.04.2000    | Главный врач сельской участковой больницы Новомалыклинского района Ульяновской области | 04.02.1969       |
| 112 | Лаптева Валентина Макаровна            | 19.02.1919 — 02.09.2002    | Главный врач сельской участковой больницы Вознесенского района Горьковской области | 04.02.1969       |
| 113 | Латык Ирина Васильевна                 | 1926 — 31.08.1996          | Заведующая отделением больницы № 3, гор. Львов | 04.02.1969       |
| 114 | Ленгауэр Наталья Андреевна             | 20.08.1908 — 10.02.1997    | Главный врач городской станции скорой медицинской помощи, гор. Киев | 04.02.1969       |
| 115 | Лапшинова Полина Степановна            | 1924 — ????                | Заместитель главного врача детской больницы № 2, гор. Киев | 23.10.1978       |
| 116 | Лопаткин Николай Алексеевич            | 18.02.1924 — 16.09.2013    | Заведующий кафедрой урологии и оперативной нефрологии 2-го Московского медицинского института, академик Академии медицинских наук СССР | 27.06.1978       |
| 117 | Лубенец Ольга Андреевна                | 1919—1996                  | Главный врач областной детской больницы, гор. Караганда | 04.02.1969       |
| 118 | Лукашин Александр Петрович             | 10.10.1921 — 02.02.2017    | Заведующий Алеховским фельдшерско-акушерским пунктом Шиловского района Рязанской области | 23.10.1978       |
| 119 | Лукомский Павел Евгеньевич             | 23.07.1899 — 08.04.1974    | Консультант Четвёртого Главного управления при Министерстве здравоохранения СССР, заведующий кафедрой госпитальной терапии 2-го Московского медицинского института, главный терапевт Министерства здравоохранения СССР, академик Академии медицинских наук СССР   | 17.02.1969       |
| 120 | Лядукин Марат Иванович                 | 25.09.1925 — 29.09.1992    | Главный врач Краснолиманской центральной районной больницы, Донецкая область | 23.10.1978       |
| 121 | Максимов Капитон Александрович         | 12.08.1923 — 23.09.1989    | Заведующий отделением медико-санитарной части Всесоюзного объединения «Череповецметаллургхимстрой», Вологодская область | 23.10.1978       |
| 122 | Малая Любовь Трофимовна                | 13.01.1919 — 14.04.2003    | Заведующая кафедрой госпитальной терапии Харьковского медицинского института, академик Академии медицинских наук СССР | 12.01.1979       |
| 123 | Малиновский Михаил Сергеевич           | 04.10.1880 — 04.05.1976    | Консультант Института акушерства и гинекологии Академии медицинских наук СССР, академик АМН СССР, гор. Москва | 06.01.1971       |
| 124 | Малиновский Николай Никодимович        | 01.01.1921 — 24.01.2018    | Главный хирург 4-го Главного управления Министерства здравоохранения СССР, академик Академии медицинских наук СССР, гор. Москва | 31.12.1980       |
| 125 | Мамышева Евдокия Владимировна          | 14.03.1916 — 26.04.2001    | Главный врач больницы имени В. В. Куйбышева, гор. Ленинград | 04.02.1969       |
| 126 | Маношина Надежда Александровна         | 17.09.1917 — 09.02.1995    | Заведующая отделением районной больницы Чулымского района Новосибирской области | 04.02.1969       |
| 127 | Мардашёв Сергей Руфович                | 30.09.1906 — 23.03.1974    | Заведующий кафедрой биохимии Первого Московского медицинского института имени И. М. Сеченова, руководитель лаборатории энзимологии Института биологической и медицинской химии Академии медицинских наук СССР, академик АМН СССР                                  | 25.06.1964       |
| 128 | Маркялис Леонас Ионович                | 01.07.1912 — 04.12.1981    | Главный врач сельской участковой больницы Каунасского района Литовской ССР | 04.02.1969       |
| 129 | Машковский Михаил Давыдович            | 01.03.1908 — 04.06.2002    | Заведующий лабораторией Всесоюзного научно-исследовательского химико-фармацевтического института имени Серго Орджоникидзе, академик Академии медицинских наук СССР, гор. Москва                                                                                   | 30.04.1991       |
| 130 | Маят Валентин Сергеевич                | 17.10.1903 — 23.10.2004    | Заведующий кафедрой госпитальной хирургии 2-го Московского медицинского института, главный хирург Четвёртого Главного управления при Министерстве здравоохранения СССР, доктор медицинских наук                                                                   | 17.02.1969       |
| 131 | Мешалкин Евгений Николаевич            | 25.02.1916 — 08.03.1997    | Директор Научно-исследовательского института патологии кровообращения, член-корреспондент Академии медицинских наук СССР, гор. Новосибирск | 24.02.1976       |
| 132 | Мирончик Владимир Юстинович            | 27.03.1915 — 30.06.1990    | Главный врач клинической больницы № 1 имени З. П. Соловьёва, гор. Гродно | 04.02.1969       |
| 133 | Миррахимов Мирсаид Мирхамидович        | 27.03.1927 — 02.10.2008    | Руководитель Киргизского научно-исследовательского института кардиологии при Министерстве здравоохранения Киргизской ССР, гор. Фрунзе | 26.03.1987       |
| 134 | Мишарин Алексей Иванович               | 16.03.1903 — 18.08.1977    | Заведующий хирургическим отделением республиканской больницы, гор. Сыктывкар Коми АССР | 28.04.1966       |
| 135 | Молчанов Николай Семёнович             | 20.05.1899 — 28.01.1972    | Главный терапевт Министерства обороны СССР, генерал-лейтенант медицинской службы, гор. Москва | 23.05.1969       |
| 136 | Нестеров Анатолий Иннокентьевич        | 08.11.1895 — 10.02.1979    | Заведующий кафедрой факультетской терапии 2-го Московского медицинского института, директор Научно-исследовательского института ревматизма Академии медицинских наук СССР, академик АМН СССР                                                                      | 10.11.1965       |
| 137 | Нечипоренко Татьяна Алексеевна         | 1917 — 04.08.1998          | Врач городской больницы № 2, гор. Николаев | 20.07.1971       |
| 138 | Нижарадзе Любовь Георгиевна            | 21.08.1927 — 01.04.2013    | Заместитель главного врача Местийской центральной районной больницы Грузинской ССР | 23.10.1978       |
| 139 | Николаева Вера Семёновна               | 09.10.1925 — 21.07.2011    | Главный врач центральной районной больницы Туринского района Свердловской области | 04.02.1969       |
| 140 | Новикова Татьяна Дмитриевна            | 25.02.1919 — 30.07.2008    | Заведующая отделением городского противотуберкулёзного диспансера, гор. Воронеж | 04.02.1969       |
| 141 | Нуржанова Раиса Нургалиевна            | 23.05.1931 — 02.05.2004    | Заведующая отделением областного противотуберкулёзного диспансера, гор. Семипалатинск | 23.10.1978       |
| 142 | Обухова Клавдия Николаевна             | 09.05.1904 — 03.08.2000    | Главный врач сельской участковой больницы Старополтавского района Волгоградской области | 04.02.1969       |
| 143 | Овчинников Леонид Миронович            | 20.08.1922 — 10.11.2004    | Врач медико-санитарного отдела Кирово-Чепецкого химического комбината имени Б. П. Константинова Министерства среднего машиностроения СССР, Кировская область | 23.10.1978       |
| 144 | Онохин Сергей Михайлович               | 20.04.1909 — 10.12.1975    | Заведующий отделением центральной районной больницы Дятьковского района Брянской области | 04.02.1969       |
| 145 | Орбели Леон Абгарович                  | 07.07.1882 — 09.12.1958    | Вице-президент Академии наук СССР, академик Академии медицинских наук СССР, начальник Военно-медицинской академии имени С. М. Кирова, генерал-полковник медицинской службы, гор. Ленинград                                                                        | 10.06.1945       |
| 146 | Павлов Николай Васильевич              | 30.05.1913 — 13.02.2008    | Главный врач бассейновой санитарно-эпидемиологической станции Черноморско-Азовского водздравотдела, гор. Одесса | 04.02.1969       |
| 147 | Павловский Евгений Никанорович         | 05.03.1884 — 27.05.1965    | Президент Всесоюзного энтомологического общества, президент Географического общества СССР, академик Академии наук СССР и Академии медицинских наук СССР, генерал-лейтенант медицинской службы, гор. Ленинград                                                     | 04.03.1964       |
| 148 | Палладин Александр Владимирович        | 10.09.1885 — 06.12.1972    | Директор Института биохимии Академии наук Украинской ССР, Президент АН Украинской ССР, академик Академии наук СССР, гор. Киев | 10.09.1955       |
| 149 | Парамонова Анна Васильевна             | 30.10.1923 — 19.01.2022    | Главный врач Ичалковской центральной районной больницы Мордовской АССР | 23.10.1978       |
| 150 | Персианинов Леонид Семёнович           | 18.08.1908 — 27.12.1978    | Директор Всесоюзного НИИ акушерства и гинекологии, заведующий кафедрой акушерства и гинекологии Первого Московского медицинского института, академик Академии медицинских наук СССР                                                                               | 27.07.1977       |
| 151 | Петров Николай Николаевич              | 14.12.1876 — 02.03.1964    | Руководитель Научно-исследовательского института онкологии, академик Академии медицинских наук СССР, гор. Ленинград | 22.04.1957       |
| 152 | Петров Рэм Викторович                  | род. 22.03.1930            | Заведующий кафедрой иммунологии 2-го Московского медицинского института имени Н. И. Пирогова, главный научный сотрудник Института иммунологии Министерства здравоохранения СССР, академик Академии медицинских наук СССР и Академии наук СССР                     | 08.05.1991       |
| 153 | Петровский Борис Васильевич            | 27.06.1908 — 04.05.2004    | Министр здравоохранения СССР, директор Всесоюзного научного центра хирургии Академии медицинских наук СССР, академик Академии наук СССР и Академии медицинских наук СССР, гор. Москва                                                                             | 26.06.1968       |
| 154 | Поварушкина Нина Павловна              | 26.10.1926 — 11.04.2017    | Заместитель главного врача детской поликлиники № 2 Куйбышевского района гор. Ленинграда | 23.10.1978       |
| 155 | Позднякова Анастасия Платоновна        | 20.12.1909 — 27.03.1978    | Главный врач детской больницы, гор. Черемхово Иркутской области | 04.02.1969       |
| 156 | Попов Виталий Григорьевич              | 11.08.1904 — 06.09.1994    | Научный руководитель 4-го Главного управления Министерства здравоохранения СССР, гор. Москва | 27.06.1978       |
| 157 | Преображенский Борис Сергеевич         | 27.06.1892 — 07.12.1970    | Заведующий кафедрой болезней уха, горла и носа Второго Московского медицинского института имени Н. И. Пирогова, академик Академии медицинских наук СССР | 05.07.1962       |
| 158 | Пучковская Надежда Александровна       | 25.05.1908 — 15.05.2001    | Директор Украинского научно-исследовательского экспериментального института глазных болезней и тканевой терапии имени Филатова, гор. Одесса | 07.03.1960       |
| 159 | Пшеничных Николай Егорович             | 29.01.1924 — 1994          | Главный врач центральной больницы Октябрьского района Курской области | 23.10.1978       |
| 160 | Радыш Мария Алексеевна                 | род. 1926 (? 1928)         | Заведующая фельдшерско-акушерским пунктом Косовского района Ивано-Франковской области | 23.10.1978       |
| 161 | Распопова Валентина Александровна      | 1906 — ????                | Врач Центральной поликлиники 4-го Главного управления Министерства здравоохранения Узбекской ССР, гор. Ташкент | 23.10.1978       |
| 162 | Романова Людмила Павловна              | 13.05.1929 — 10.01.2013    | Заведующая инфекционным отделением Красногорской центральной районной больницы Московской области | 23.10.1978       |
| 163 | Ромоданов Андрей Петрович              | 11.11.1920 — 05.08.1993    | Директор Киевского научно-исследовательского института психоневрологии, академик Академии медицинских наук СССР | 10.11.1980       |
| 164 | Рысмамбетова Умуткер Калыевна          | 1932 — ????                | Заведующая отделением районной больницы Тонского района Киргизской ССР | 04.02.1969       |
| 165 | Савельев Виктор Сергеевич              | 24.02.1928 — 25.12.2013    | Заведующий кафедрой факультетской хирургии 2-го Московского государственного медицинского института имени Н. И. Пирогова, академик Академии медицинских наук СССР                                                                                                 | 23.02.1988       |
| 166 | Савицкий Александр Иванович            | 02.09.1887 — 01.06.1973    | Заведующий кафедрой онкологии Центрального института усовершенствования врачей, академик Академии медицинских наук СССР, гор. Москва | 08.09.1967       |
| 167 | Савоненко Нина Иосифовна               | 12.04.1921 — 25.02.1994    | Врач центральной районной больницы Гатчинского района Ленинградской области | 04.02.1969       |
| 168 | Сакаева Мастура Фахрутдиновна          | 15.01.1916 — 16.05.2007    | Заведующая отделением республиканской больницы, гор. Уфа Башкирской АССР | 04.02.1969       |
| 169 | Самотокин Борис Александрович          | 24.07.1915 — 02.11.1994    | Начальник кафедры нейрохирургии Военно-медицинской академии, профессор, полковник медицинской службы | 15.02.1979       |
| 170 | Сатюкова Тамара Дмитриевна             | 12.04.1929 — 06.08.2013    | Заведующая отделением травматолого-ортопедическим отделением Тюменской областной клинической больницы | 23.10.1978       |
| 171 | Сафроненко Галина Деонисьевна          | 16.04.1912 — 13.05.1989    | Главный акушер-гинеколог областного центра здравоохранения, гор. Херсон | 04.02.1969       |
| 172 | Северин Сергей Евгеньевич              | 21.12.1901 — 15.08.1993    | Заведующий кафедрой биохимии Московского государственного университета имени М. В. Ломоносова, академик Академии наук СССР и Академии медицинских наук СССР | 20.12.1971       |
| 173 | Северская Нина Константиновна          | 13.07.1927 — 31.10.2014    | Заведующая отделением областной больницы им. В. И. Ленина, гор. Чита | 23.10.1978       |
| 174 | Седова Галина Георгиевна               | род. 02.05.1924            | Главный врач медико-санитарной части электрогенераторного завода, гор. Сарапул Удмуртской АССР | 23.10.1978       |
| 175 | Селидовкин Дмитрий Алексеевич          | 11.11.1919 — 14.11.1995    | Главный врач Центральной санитарно-эпидемиологической станции Министерства здравоохранения СССР, гор. Москва | 04.02.1969       |
| 176 | Семко Валентин Владимирович            | 19.09.1937 — 03.01.2007    | Начальник отдела научно-исследовательского управления Государственного научно-исследовательского института аварийно-спасательного дела, водолазных и глубоководных работ Министерства обороны СССР, полковник медицинской службы, гор. Ленинград                  | 24.01.1991       |
| 177 | Сергиев Пётр Григорьевич               | 10.07.1893 — 12.07.1973    | Действительный член Академии медицинских наук СССР, профессор, гор. Москва | 05.07.1963       |
| 178 | Сергиевская Екатерина Алексеевна       | 19.12.1922 — 05.01.1980    | Заведующая здравпунктом комбината «Североникель» имени В. И. Ленина Министерства цветной металлургии СССР, гор. Мончегорск Мурманской области | 04.02.1969       |
| 179 | Синанян Рипсиме Терджановна            | 1911 — ????                | Заведующая отделением республиканской больницы, гор. Ереван Армянской ССР | 04.02.1969       |
| 180 | Скороходова Варвара Ильинична          | 18.04.1924 — 04.03.2003    | Заведующая отделением центральной районной больницы Петровского района Ставропольского края | 04.02.1969       |
| 181 | Скрябин Константин Иванович            | 07.12.1878 — 17.10.1972    | Академик Академии наук СССР и Академии медицинских наук СССР, вице-президент Всесоюзной академии сельскохозяйственных наук имени В. И. Ленина, гор. Москва | 06.12.1958       |
| 182 | Смирнов Ефим Иванович                  | 23.10.1904 — 06.10.1989    | Начальник 15-го управления Генерального штаба Вооружённых Сил СССР, академик Академии медицинских наук СССР, генерал-полковник медицинской службы, гор. Москва | 21.02.1978       |
| 183 | Снежневский Андрей Владимирович        | 20.05.1904 — 12.07.1987    | Директор Научно-исследовательского института психиатрии Академии медицинских наук СССР, академик АМН СССР, гор. Москва | 24.05.1974       |
| 184 | Солдатов Игорь Борисович               | 20.03.1923 — 25.03.1998    | Заведующий кафедрой оториноларингологии Куйбышевского медицинского института имени Д. И. Ульянова Министерства здравоохранения РСФСР, академик Академии медицинских наук СССР                                                                                     | 09.07.1990       |
| 185 | Сперанский Георгий Несторович          | 19.02.1873 — 14.01.1969    | Заведующий кафедрой педиатрии Центрального института усовершенствования врачей, академик Академии медицинских наук СССР, гор. Москва | 01.06.1957       |
| 186 | Стражеско Николай Дмитриевич           | 29.12.1876 — 27.06.1952    | Директор Украинского научно-исследовательского института клинической медицины, академик Академии наук СССР, гор. Киев | 23.01.1947       |
| 187 | Струков Анатолий Иванович              | 06.04.1901 — 13.03.1988    | Заведующий кафедрой патологической анатомии 1-го Московского медицинского института, академик Академии медицинских наук СССР | 20.07.1971       |
| 188 | Стручков Виктор Иванович               | 12.08.1907 — 25.12.1988    | Заведующий кафедрой общей хирургии 1-го Московского медицинского института, академик Академии медицинских наук СССР, гор. Москва | 29.07.1977       |
| 189 | Субханов Курбанназар                   | 1914—1977                  | Врач центральной районной больницы Марыйского района Туркменской ССР | 04.02.1969       |
| 190 | Суеркулов Шамшидин Суеркулович         | 05.12.1929 — 30.05.1992    | Заведующий хирургическим отделением Ленинской районной больницы Ошской области Киргизской ССР | 23.10.1978       |
| 191 | Тагер Иосиф Львович                    | 24.01.1900 — 1976          | Заведующий рентгенорадиологическим отделом Института клинической и экспериментальной онкологии Академии медицинских наук СССР, главный рентгенолог 4-го Главного Управления Министерства здравоохранения СССР, член-корреспондент АМН СССР, гор. Москва           | 28.01.1975       |
| 192 | Тареев Евгений Михайлович              | 25.05.1895 — 17.08.1986    | Заведующий кафедрой терапии и профзаболеваний санитарно-гигиенического факультета 1-го Московского медицинского института, академик Академии медицинских наук СССР                                                                                                | 24.05.1965       |
| 193 | Тимаков Владимир Дмитриевич            | 22.07.1905 — 21.06.1977    | Президент Академии медицинских наук СССР, академик Академии наук СССР, гор. Москва | 21.07.1975       |
| 194 | Титова Зоя Прохоровна                  | 01.01.1919 — 03.06.1995    | Акушерка сельской участковой больницы Могилёвского района Могилёвской области | 04.02.1969       |
| 195 | Тоотс Райво Рейнович                   | 05.07.1927 — 30.12.2015    | Заведующий отделением городской больницы, гор. Пярну Эстонской ССР | 23.10.1978       |
| 196 | Топчибашев Мустафа Агабек оглы         | 17.08.1895 — 23.11.1981    | Академик Академии медицинских наук СССР; академик и вице-президент Академии наук Азербайджанской ССР, гор. Баку | 04.08.1975       |
| 197 | Федореева Надежда Георгиевна           | 1922 — ????                | Заведующая фельдшерско-акушерским пунктом Пограничного района Приморского края | 04.02.1969       |
| 198 | Фёдоров Святослав Николаевич           | 08.08.1927 — 02.06.2000    | Директор межотраслевого научно-технического комплекса «Микрохирургия глаза», гор. Москва | 07.08.1987       |
| 199 | Филатов Владимир Петрович              | 27.15.1875 — 30.10.1956    | Основатель научной школы офтальмологов, академик Академии медицинских наук СССР и Академии наук Украинской ССР, Одесская область | 15.07.1950       |
| 200 | Флягин Николай Павлович                | 13.06.1921 — 15.11.2000    | Заведующий сельской амбулаторией Егорьевского района Московской области | 04.02.1969       |
| 201 | Фомина Аделаида Николаевна             | 22.06.1929 — 12.10.2013    | Главный врач центральной районной больницы Увельского района Челябинской области | 04.02.1969       |
| 202 | Халмуратов Уразымбет Халмуратович      | 1900—1981                  | Бортврач санитарной авиации республиканской больницы, гор. Нукус Каракалпакской АССР | 04.02.1969       |
| 203 | Хасаншина Газифа Хасановна             | 25.01.1915 — 01.10.1986    | Врач центральной районной больницы Азнакаевского района Татарской АССР | 04.02.1969       |
| 204 | Ходжагельдыев Хумметгулы               | род. 1933                  | Главный врач участковой больницы Кушкинского района Марыйской области | 23.10.1978       |
| 205 | Ходжаев Насыр Садыкович                | 1919 — ????                | Заведующий отделением медико-санитарной части имени Чкалова, гор. Ташкент | 04.02.1969       |
| 206 | Чазов Евгений Иванович                 | 10.06.1929 — 11.11.2021    | Заместитель Министра здравоохранения СССР, начальник 4-го Главного управления Минздрава СССР, директор Всесоюзного кардиологического центра Академии медицинских наук СССР, академик АМН СССР, гор. Москва                                                        | 27.06.1978       |
| 207 | Чеботарёва Александра Ивановна         | 03.11.1908 — 24.10.1999    | Главный врач Красковской сельской участковой больницы, Люберецкий район Московской области | 07.03.1960       |
| 208 | Чичканова Вера Ивановна                | 19.12.1921 — 14.01.2008    | Врач-терапевт Туганской районной больницы № 2 Томского района Томской области | 23.10.1978       |
| 209 | Чхиквадзе-Джакели Любовь Ясоновна      | род. 1922                  | Звеньевая колхоза имени Кагановича Ланчхутского района Грузинской ССР | 01.11.1951       |
| 210 | Чулков Игорь Петрович                  | 26.11.1910 — 07.10.1989    | Начальник медико-санитарной части имени Л. Н. Толстого совхоза «Ясно-Полянский» Щёкинского района Тульской области | 04.02.1969       |
| 211 | Чумаков Михаил Петрович                | 14.11.1909 — 11.06.1993    | Заместитель директора Института полиомиелита и вирусных энцефалитов Академии медицинских наук СССР, академик АМН СССР, гор. Москва | 13.11.1984       |
| 212 | Шалимов Александр Алексеевич           | 20.01.1918 — 28.02.2006    | Директор Киевского научно-исследовательского института клинической и экспериментальной хирургии, академик Академии наук Украинской ССР | 22.07.1982       |
| 213 | Шарафутдинова Мусаллам Ходжаевна       | 1920 — 08.01.2005          | Педиатр детской поликлиники № 1, гор. Самарканд | 23.10.1978       |
| 214 | Шкляревский Сергей Иванович            | 09.07.1928 — 11.2021       | Заведующий Покрашевским фельдшерско-акушерским пунктом Слуцкого района Минской области | 23.10.1978       |
| 215 | Шлёпов Александр Васильевич            | 22.07.1901 — 15.03.1987    | Заведующий отделением больницы имени В. И. Ленина, гор. Шахты Ростовской области | 04.02.1969       |
| 216 | Шмидт Евгений Владимирович             | 20.12.1905 — 1985          | Директор Института неврологии Академии медицинских наук СССР, академик АМН СССР, гор. Москва | 19.12.1975       |
| 217 | Шуба Алексей Иванович                  | 25.02.1912 — 26.12.1971    | Главный врач больницы № 1, гор. Минск | 04.02.1969       |
| 218 | Энгельгардт Владимир Александрович     | 03.12.1894 — 10.07.1984    | Директор Института радиационной и физико-химической биологии Академии наук СССР, академик Академии наук СССР, Академии медицинских наук СССР, гор. Москва | 13.03.1969       |
| 219 | Эристави Константин Давидович          | 03.02.1889 — 13.03.1975    | Директор научно-исследовательского института экспериментальной и клинической хирургии и гематологии Академии медицинских наук СССР, академик Академии наук Грузинской ССР                                                                                         | 02.04.1966       |
| 220 | Яблоков Дмитрий Дмитриевич             | 12.11.1896 — 18.02.1993    | Профессор кафедры факультетской терапевтической клиники Томского медицинского института, академик Академии медицинских наук СССР | 05.11.1986       |
| 221 | Яшинскас Пятрас Костович               | 20.10.1914 — 28.04.1986    | Главный врач Каунасской республиканской больницы, Литовская ССР | 23.10.1978       |

### Комментарии
1. ↑  В тексте указа о награждении — Баронина.
2. ↑  Звание присвоено за получение высоких урожаев чая. Впоследствии работала старшей медицинской сестрой в с. Самеба Чохатаурского района Грузинской ССР[8].

### Отсылки к источникам
1. ↑  Каримов Тимур. Аверина Мария Николаевна. Сайт «Герои страны». Дата обращения: 2 июля 2023.
2. ↑  Тимур Каримов. Ащева Наталья Петровна. Сайт «Герои страны».
3. ↑  Белякова Нина Семеновна. Память народа. Минобороны РФ. Дата обращения: 2 июля 2023. Архивировано 2 июля 2023 года.
4. ↑  Каримов Тимур. Белякова Нина Семёновна. Сайт «Герои страны». Дата обращения: 20 августа 2020.
5. ↑  Наровлянский Александр. Борозняк Василий Ильич. Сайт «Герои страны». Дата обращения: 2 июля 2023.
6. ↑  Каримов Тимур. Дубровина Мария Андреевна. Сайт «Герои страны». Дата обращения: 4 апреля 2017.
7. 1 2 3 4 5  Кузьмин М. К. Средние медицинские работники — герои советского союза и герои социалистического труда // Краткая Медицинская Энциклопедия / Гл. ред. Б. В. Петровский. — 2-е изд. — М.: Советская энциклопедия, 1990. — Т. 3: Риккетсиозы — Ящур. — С. 172—173. — 559 с. — ISBN 5-85270-009-6.
8. 1 2  Каримов Тимур. Еркомайшвили Александра Ираклиевна. Сайт «Герои страны».
9. ↑  Булычева А. Желаю счастья // Отчизны звезды золотые: Очерки о Героях Советского Союза и Героях Социалистического Труда города Львова. — Львов: Каменяр, 1977. — С. 208—212.
10. ↑  Парамонова Анна Васильевна
11. ↑  Ими гордится Приморский район. Дата обращения: 13 марта 2017. Архивировано 23 ноября 2017 года.
12. ↑  Северская Нина Константиновна. Дата обращения: 13 марта 2017. Архивировано 13 марта 2017 года.
13. ↑  Седова Галина Георгиевна. Дата обращения: 13 марта 2017. Архивировано 27 марта 2017 года.
14. ↑  «Низко вам поклониться хочу». Дата обращения: 13 марта 2017. Архивировано из оригинала 27 марта 2017 года.
15. ↑  Экспозиция «История здравоохранения Томского района» // Сайт Департамента здравоохранения Томской области Архивировано 3 декабря 2013 года.
16. ↑  Чичканова Вера Ивановна. Дата обращения: 13 марта 2017. Архивировано 27 марта 2017 года.
17. ↑  Старшая медсестра в с. Квемо-Акети Ланчхутского района Грузинской ССР. Звание присвоено за заслуги в шелководстве.
18. ↑  Неугасимая звезда. Дата обращения: 13 марта 2017. Архивировано 14 марта 2017 года.
19. 1 2  Стародорожский районный исполнительный комитет. Герои Стародорожчины. Дата обращения: 13 марта 2017. Архивировано из оригинала 4 сентября 2016 года.
20. ↑  Сергей Иванович Шкляревский. Дата обращения: 13 марта 2017. Архивировано 27 марта 2017 года.